# Реймон Радіге
Реймо́н Радіге́ (фр. Raymond Radiguet); (8 червня 1903, Сен-Мор-де-Фоссе, Валь-де-Марн, Франція — 12 грудня 1923, Париж, Франція) — французький романіст і поет, чиї два романи були відмічені за їхні виразні теми та унікальний стиль і тон.

## Біографія
Реймон Радіге народився в передмісті Парижа, Сен-Мор-де-Фоссе в сім'ї карикатуриста Моріса Радіге. У 1917 році він переїхав до міста. Незабаром після цього Радіге пішов з ліцею Карла Великого (фр. Lycée Charlemagne), у якому навчався, щоб присвятити себе журналістиці й літературі. Він асоціював себе з гуртком модерністів: Пікассо, Максом Жакобом, Жаном Гюго, Хуаном Ґрісом і особливо Жаном Кокто, який був для Радіге наставником.
У паризьких літературних колах Радіге носив прізвисько «Monsieur Bébé» (Мосьє Малюк). Ернест Хемінгуей жартома говорив про нього: «Bébé est vicieuse. Il aime les femmes» («Малюк порочний. Він любить жінок»). За словами Хемінгуея Радіге отримував зі своєї сексуальності вигоду для кар'єри, будучи «письменником, який знав, як зробити кар'єру не лише за допомогою ручки, але й за допомогою олівця» («who knew how to make his career not only with his pen but with his pencil»).
Радіге помер в Парижі у віці 20 років від тифу від якого страждав після поїздки, в якій був з Кокто. Франсіс Пуленк відреагував на його смерть такими словами: «Впродовж двох днів я був не в змозі будь-що робити, настільки я був вражений». Похорони Радіге організувала Коко Шанель. Церква була переповнена, серед інших прийшло багато відомих людей епохи, зокрема Пікассо. Для усіх смерть Радіге була шоком. Жан Кокто не міг опанувати себе кілька тижнів і був так убитий горем, що навіть не зміг бути присутнім на похоронах (за спогадами Ніни Гемметт).

## Особисте життя
Реймон Радіге мав інтенсивні стосунки з Жаном Кокто, які почалися в 1919 році. Кокто став його наставником і захисником у літературних колах. Їхні стосунки тривали до смерті Радіге. Також мав стосунки з жінками. Ймовірно був бісексуалом.

## Літературна творчість
Радіге написав два романи, кілька збірок поезій та п'єсу.
У 1923 році Радіге опублікував свій перший і найзнаменитіший роман «Диявол у тілі» («Le Diable au corps»). Це історія про молоду заміжню жінку, що зраджувала чоловікові з 16-річним школярем, поки чоловік був на фронті. Роман був написаний автором у 16-річному віці. Хоча Радіге заперечував це, згодом було з'ясовано, що роман був багато в чому автобіографічним.
Його другий роман, Le bal du Comte d'Orgel («Бал у графа д'Оржель»), також присвячений темі подружньої зради, був опублікований після смерті письменника, в 1924 році.

## Твори
Романи

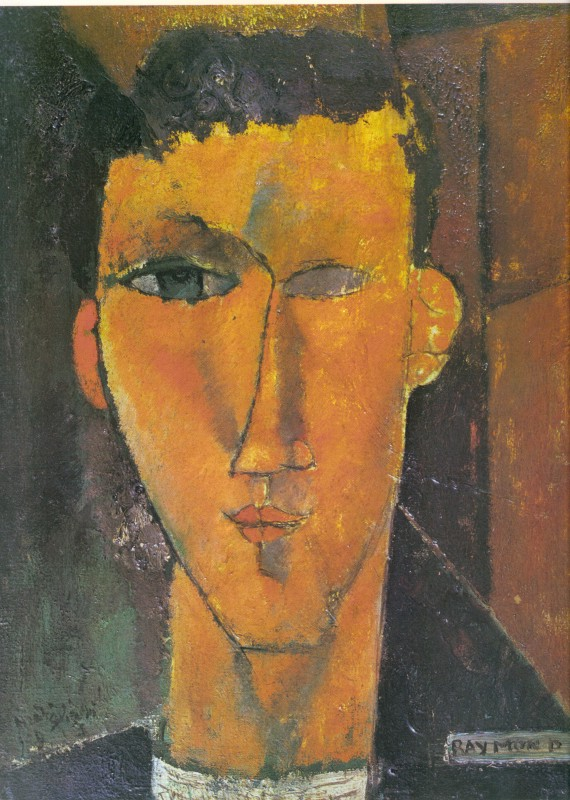
Портрет Р. Радіге роботи Модільяні, 1915

- Le Diable au corps (Диявол у тілі, 1923); український переклад Юрія Покальчука, 1998
- Le Bal du comte d'Orgel (Бал у графа д'Оржель, 1924)

Поезія
- Les Joues en feu, 1920
- Devoirs de vacances, 1921
- Vers libres, 1926 (посмертне видання)
- Jeux innocents (посмертне видання)

Інше
- Les Pelican (1921) — драма
- Oeuvres completes (1952)
- Regle du jeu (1957)

## Переклади українською
- Радіґе Раймон. Диявол у тілі / пер. з фр. та передм. Юрія Покальчука; іл. Обрі Бердслі — Івано-Франківськ : Лілея-НВ, 1998—144 с. ISBN 966-7263-26-6;
- Радіґе Реймон. Тенета пристрасті / пер. з фр. Володимира Германа. — Львів: видавництво «Апріорі», 2024—240 с. ISBN 9786176297864.

## Екранізації
- Диявол у тілі / Diavolo in corpo (1947) — екранізація однойменного роману, здійснена режисером Клодом Отан-Лара з Жераром Філіпом у головній ролі.
- Бал графа д'Оржель / Le bal du comte d'Orgel (1970) — екранізація однойменного роману, реж. Марк Аллегре.
- Диявол у тілі / Il diavolo in corpo (1986) — італійський ремейк класичного французького фільму 1947 року, реж. Марко Беллоккьо.
- Диявол у тілі / Devil in the Flesh, (1989) — австралійський ремейк фільму 1947 року, реж. Скотт Меррі.